# Las Norias de Daza
Las Norias de Daza es una localidad española de la provincia de Almería, perteneciente al municipio de El Ejido. Situada a 6 km del núcleo principal de El Ejido. En el año 2022 contaba con 8472 habitantes (INE), dista 35 km de Almería.

## Toponimia
El topónimo de Las Norias de Daza surge de la fusión de dos términos existente, al menos, desde 1575. Por una parte, destacaba la abundancia de norias para la extracción del agua subterránea. A su vez, Daza es la fusión de de y haza.

## Historia
Su origen urbano se corresponde con el desarrollo del poblado de colonización Las Norias por el Instituto Nacional de Colonización. Se construyen 101 viviendas y los primeros colonos llegan en 1958 que proceden principalmente de Las Alpujarras. Se trata de un pueblo con la disposición habitual de la época con Iglesia, escuela, viviendas de maestros, artesanías y espacios abiertos.

## Demografía
En la actualidad es la tercera población del municipio de El Ejido, con 8472 habitantes en 2022.

## Economía
En los años sesenta llegaron a nuestra tierra emigrantes de interior. Se empezó a construir el Pueblo Nuevo de Colonización, el IRYDA, entregó parcelas, dando una nueva dimensión a la economía del pueblo.
A finales de los años 80 la llegada de inmigrantes del Norte de África y más recientemente de Sudamérica y otros países europeos, ha convertido a Las Norias en pueblo multirracial y con un apogeo económico y social; el nacimiento de las empresas comercializadoras y el establecimiento de empresas de servicios auxiliares, embalajes, etc, hace posible una realidad económicosocial muy singular y dinámica con la creación de empleo y riqueza.

## Naturaleza
Uno de los espacios protegidos con mayor biodiversidad de Andalucía Oriental es el humedal de la Cañada de Las Norias y sus lagunas por albergar de manera permanente o estacional aves en peligro de extinción y amenazadas

## Climatología
El clima puede definirse como mediterráneo subárido, caracterizado por precipitaciones medias anuales inferiores a los 250 mm, con un máximo pluviométrico a finales de otoño-invierno y un verano muy árido, que se prolonga de mayo a septiembre, sobre todo en julio cuando no se registra precipitación alguna. La temperatura media anual es de 18.21 °C y muestra amplitudes térmicas anuales poco contrastadas; las temperaturas extremas absolutas oscilan entre 38.1 °C a 2.1 °C, desconociéndose las heladas. El mes más cálido es agosto que alcanza una media de 26.1 °C y el más frío, enero, supera los 12.1 °C. Los vientos son fuertes, predominando los del tercer cuadrante (SW, SSW), seguidos de los del segundo (E, ESE, ENE), conocidos vulgarmente como "ponientes" y "levantes", respectivamente. Posee fuertes índices de humedad relativa a lo largo de todas las estaciones; el rocío es un hidrometeoro muy común, en particular en verano y otoño. En cuanto a la insolación, queda muy próxima a las 3000 horas anuales.

## Lugares de interés
Destaca el trazado original de poblado de colonos de Las Norias. Su arquitecto fue Manuel Jiménez Varea y destaca el edificio de la escuela por el aprovechamiento de la luz evitando la radiación solar directa. Destaca también la iglesia con las obras de arte abstracto, originales y sencillas de los años sesenta en vidrieras de Antonio Rodríguez Valdivieso y el confesionario en líneas puras.

## Personajes ilustres
- Manolo Escobar, cantante y actor (1931-2013)
- Francisco Colomer Luque, nacido en Almería, tuvo gran parte de su desarrollo profesional como veterinario y empresario agrícola impulsando en Las Norias de Daza diversas explotaciones agropecuarias y ganaderas desde 1.945, innovadoras y adelantadas a su época, prolongándose hasta principio de la década de los 70, en la finca que aún conserva el nombre original de Virgen de África (1909-2011) [cita requerida]

## Asociaciones
Las Norias de Daza cuenta con una de las sedes de la asociación CODENAF, Cooperación y Desarrollo con el Norte de África.